# Bimodaler Vulkanismus

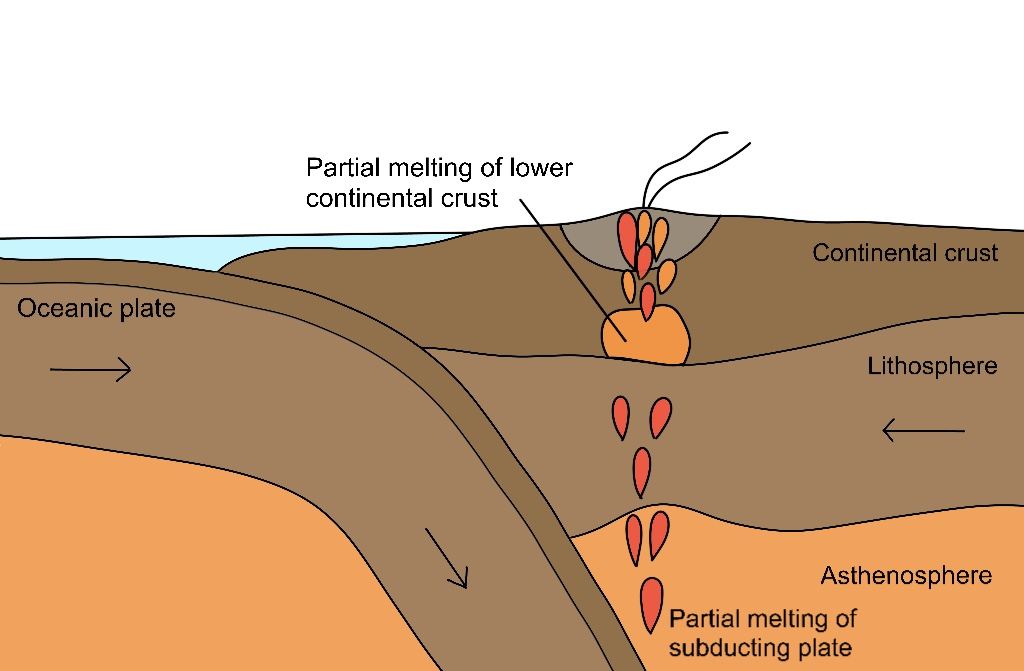
Mechanismus

Bimodaler Vulkanismus ist der Ausstoß sowohl mafischer als auch felsischer Laven aus einem einzigen Vulkanzentrum, wobei Laven mit intermediärer Zusammensetzung kaum oder gar nicht vorkommen. Dieser Vulkanismus-Typ ist normalerweise in Gebieten mit Dehnungen der Erdkruste oder Lithosphäre anzutreffen, teilweise in Riftzonen.

## Vorkommen
Die meisten Vorkommen von bimodalem Vulkanismus sind mit einer Verringerung der Stärke der Erdkruste verbunden. Die Anwesenheit derartiger Gesteine in metamorphen Sequenzen wurde verwendet, um eine empirische Evidenz für Rifting in der Vergangenheit aufzuzeigen. Die meisten Beispiele stammen aus Gebieten mit aktivem kontinentalem Rifting wie aus der Basin and Range Province. Bimodaler Vulkanismus wurde auch aus Transtensions-Gebieten, den Frühphasen der Entstehung von Backarc-Becken und in den Produkten sowohl von kontinentalen als auch von ozeanischen Hotspots (z. B. Yellowstone, Anahim und Kanaren) beschrieben.

## Entstehungsmechanismus
Bimodaler Vulkanismus wird normalerweise als Ergebnis einer partiellen Schmelze der Erdkruste erklärt, welches granitische Magmen schafft, während große Volumina relativ heißen basaltischen Magmas aus einer Quelle im Erdmantel eingelagert werden. Die beiden Magma-Typen bilden dann separate Magmakammern, die es periodisch beiden Lavatypen ermöglichen, ausgestoßen zu werden.